# Alexis Copello
Alexis Copello (Santiago di Cuba, 12 agosto 1985) è un triplista cubano naturalizzato azero.
Il miglior salto di Copello al coperto è di 17,24 m a Liévin, eseguito il 5 marzo 2010, e la sua miglior misura all'aperto è di 17,68 m saltata ad Avila il 17 luglio 2011.

## Biografia
Alexis Copello è specializzato nel salto triplo e in questa specialità a L'Avana il 20 maggio 2009 ha stabilito la sua miglior misura, pari a 17,65 m. È alto 185 cm e pesa 80 kg.
Ai Campionati mondiali di Berlino nel 2009 conquista la sua prima medaglia in carriera, giungendo terzo classificato nella prova del salto triplo, con la misura di 17,36 m.
La sua carriera a livello internazionale inizia con un successo nel sua regione d'origine: vince una medaglia d'argento nel salto triplo ai Giochi Caraibici e del Centro-America nel 2006, e una medaglia di bronzo ai Campionati Caraibici nel 2008. Alle Olimpiadi estive di Pechino nel 2008, Copello rappresenta la sua nazione cubana, partecipando nella sua specialità.
Nonostante sia un atleta di punta raggiunge solamente l'ottavo posto nel Gruppo A (13ª posizione assoluta) con un salto di 17,09 m.
Vince un anno più tardi la medaglia d'oro ai Campionati Caraibici e del Centro-America, stabilendo inoltre il record dei campionati con la misura di 17,33 m. A Berlino nel 2009 con un salto di 17,36 m si posiziona al terzo posto, superando Leevan Sands ma battuto da Phillips Idowu e Nelson Évora.

## Progressione

### Salto triplo
| Stagione | Risultato | Vento | Luogo          | Data      | Rank. Mond. |
| -------- | --------- | ----- | -------------- | --------- | ----------- |
| 2012     | 17,17 m   | +0.2  | Rio de Janeiro | 20-5-2012 | 17º         |
| 2011     | 17,68 m   | +1.6  | Avila          | 17-7-2011 | 5º          |
| 2010     | 17,55 m   | +0.3  | Žukovskij      | 26-6-2010 | 3º          |
| 2009     | 17,65 m   | +0.1  | L'Avana        | 30-5-2009 | 4º          |
| 2008     | 17,50 m   | +1.9  | L'Avana        | 19-7-2008 | 5º          |
| 2007     | 16,87 m   | +0.0  | L'Avana        | 17-3-2007 | 45º         |
| 2006     | 17,38 m   | +1.0  | L'Avana        | 5-5-2006  | 10º         |
| 2005     | 16,95 m   | +0.0  | L'Avana        | 4-3-2005  | 33º         |
| 2004     | 16,90 m   | +1.7  | L'Avana        | 13-3-2004 | 40º         |
| 2003     | 16,34 m   | +1.3  | Santiago       | 5-8-2003  | 106º        |

### Salto triplo indoor
| Stagione | Risultato | Vento | Luogo     | Data      | Rank. Mond. |
| -------- | --------- | ----- | --------- | --------- | ----------- |
| 2012     | 17,02 m   | -     | Sabadell  | 26-2-2012 | 8º          |
| 2011     | 17,22 m   | -     | Stoccolma | 22-2-2011 | 9º          |
| 2010     | 17,24 m   | -     | Liévin    | 5-3-2010  | 7º          |
| 2009     | 17,17 m   | -     | Siviglia  | 22-2-2009 | 5º          |
| 2008     | 16,99 m   | -     | Karlsruhe | 10-2-2008 | 11º         |

## Palmarès
| Anno                                | Manifestazione      | Sede        | Evento       | Risultato      | Prestazione | Note                                     |
| ----------------------------------- | ------------------- | ----------- | ------------ | -------------- | ----------- | ---------------------------------------- |
| In rappresentanza di Cuba           |                     |             |              |                |             |                                          |
| 2008                                | Campionati CAC      | Cali        | Salto triplo | Bronzo         | 16,91 m     |                                          |
| 2008                                | Giochi olimpici     | Pechino     | Salto triplo | 13º (q)        | 17,09 m     |                                          |
| 2009                                | Campionati CAC      | L'Avana     | Salto triplo | Oro            | 17,33 m     | Record dei campionati                    |
| 2009                                | Mondiali            | Berlino     | Salto triplo | Bronzo         | 17,36 m     |                                          |
| 2011                                | Mondiali            | Taegu       | Salto triplo | 4º             | 17,47 m     |                                          |
| 2011                                | Giochi panamericani | Guadalajara | Salto triplo | Oro            | 17,21 m     |                                          |
| 2012                                | Mondiali indoor     | Istanbul    | Salto triplo | 7º             | 16,92 m     |                                          |
| 2012                                | Giochi olimpici     | Londra      | Salto triplo | 8º             | 16,92 m     |                                          |
| In rappresentanza dell' Azerbaigian |                     |             |              |                |             |                                          |
| 2017                                | Mondiali            | Londra      | Salto triplo | 5º             | 17,16 m     | Miglior prestazione personale stagionale |
| 2018                                | Mondiali indoor     | Birmingham  | Salto triplo | 4º             | 17,17 m     | Miglior prestazione personale stagionale |
| 2018                                | Europei             | Berlino     | Salto triplo | Argento        | 16,93 m     |                                          |
| 2019                                | Mondiali            | Doha        | Salto triplo | 7º             | 17,10 m     | Miglior prestazione personale stagionale |
| 2021                                | Europei indoor      | Toruń       | Salto triplo | Argento        | 17,04 m     | Miglior prestazione personale stagionale |
| 2022                                | Europei             | Monaco      | Salto triplo | Qualificazione | nm          |                                          |
| 2023                                | Mondiali            | Budapest    | Salto triplo | Qualificazione | nm          |                                          |
| 2024                                | Europei             | Roma        | Salto triplo | 13º (q)        | 16,44 m     | Miglior prestazione personale stagionale |

## Altre competizioni internazionali
2010
- Oro al Qatar Athletic Super Grand Prix ( Doha), salto triplo - 17,47 m
- Bronzo all'Aviva British Grand Prix ( Gateshead), salto triplo - 17,09 m
- Argento al Meeting Areva ( Parigi), salto triplo - 17,45 m
- Bronzo al DN Galan ( Stoccolma), salto triplo - 17,22 m
- Bronzo all'Aviva London Grand Prix ( Londra), salto triplo - 17,02 m
- Argento al Memorial Van Damme ( Bruxelles), salto triplo - 17,47 m
- Argento alla Coppa continentale ( Spalato), salto triplo - 17,25 m

2011
- Bronzo al Qatar Athletic Super Grand Prix ( Doha), salto triplo - 17,05 m
- Bronzo al Golden Gala ( Roma), salto triplo - 17,14 m
- Bronzo all'Athletissima ( Losanna), salto triplo - 17,06 m
- Argento all'Aviva British Grand Prix ( Birmingham), salto triplo - 17,12 m
- Argento all'Herculis ( Monaco), salto triplo - 17,30 m
- Bronzo al Memorial Van Damme ( Bruxelles), salto triplo - 16,89 m

2012
- 6º ai Bislett Games ( Oslo), salto triplo - 16,70 m
- 7º al Meeting Areva ( Parigi), salto triplo - 15,91 m